# 猫インフルエンザ
猫インフルエンザ（英: cat flu）とはネコ科動物の上気道疾患。通常はインフルエンザウイルスの感染による疾病ではないため、猫インフルエンザは誤称とみなされる。即ち、猫インフルエンザとはネコにおけるインフルエンザ様の呼吸器疾患を示す用語である。猫インフルエンザは1種あるいは複数の病原体によって引き起こされると考えられている。
- 原因と正式な名称

1. ネコヘルペスウイルス1型(FHV-1)を原因とする猫ウイルス性鼻気管炎 (en:Feline viral rhinotracheitis) （猫風邪）
2. 猫カリシウイルスを原因とする猫呼吸器疾患
3. 気管支敗血症菌 (en:Bordetella bronchiseptica) を原因とする猫ケンネルコフ
4. H5N1（猫トリインフルエンザ）

## 参考情報
- Control Cat Flu (future-of-vaccination.co.uk)
- Feline upper respiratory tract disease - Cat Flu (fabcats.org)